# القبيل الأعلى (المسيمير)

تعديل مصدري - تعديل

القبيل الأعلى هي إحدى قرى عزلة المسيمير بمديرية المسيمير التابعة لمحافظة لحج، بلغ تعداد سكانها 23 نسمة حسب تعداد اليمن لعام 2004.